# Pikku Huopalahti
Pikku Huopalahti (suédois : Lillhoplax) est un quartier d'Helsinki situé entre Mannerheimintie à son Est et Huopalahdentie à son Ouest. Son nom vient d'une baie éponyme du golfe de Finlande.

## Description

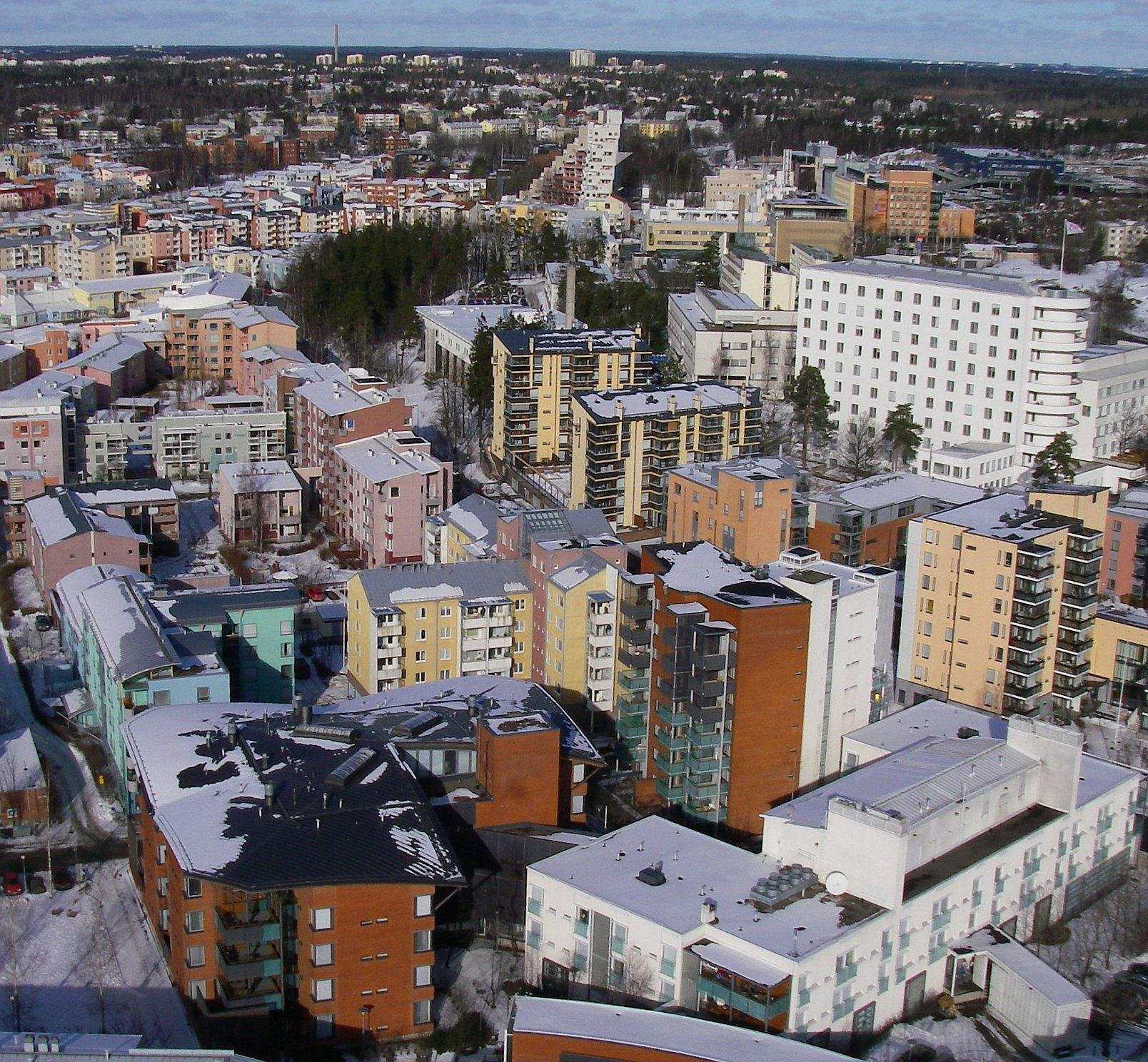
Vue aérienne de Pikku Huopalahti.

Dans le schéma de découpage administratif d’Helsinki, Huopalahti est un cas particulier. Huopalahti est formé de 3 secteurs : le secteur 1505 du quartier de Meilahti, le secteur 1602 du quartier de Ruskeasuo et le secteur 2916 du quartier de Haaga.
Les départements d'Odontologie, de santé publique et de criminalistique de Université d'Helsinki sont situés à Pikku Huopalahti sur Mannerheimintie.

## Transports
Pikku Huopalahti  est aussi le nom du terminus de la ligne 10 du tramway d'Helsinki.